# Liam Fitzgerald
Liam Joseph Fitzgerald (* 1. September 1949 in Doon, County Limerick; † 11. Juni 2025 in Raheny, Dublin) war ein irischer Politiker der Fianna Fáil. Von Juni 1981 bis Februar 1982 und von November 1982 bis Juni 1997 war er Teachta Dála (Abgeordneter) im Dáil Éireann, dem irischen Unterhaus. Von 1997 bis 2007 war er Mitglied des Seanad Éireann, dem irischen Oberhaus. 

## Biografie
Fitzgerald studierte nach der Schulzeit am St Patrick’s College in Dublin und am University College Dublin und arbeitete danach als Schullehrer. Bei den Wahlen zum Dáil Éireann 1981 wurde er im Wahlkreis Dublin North-East gewählt. Doch bereits bei den folgenden Wahlen im Februar 1982 verlor er den Sitz wieder. 
Er konnte ihn dann im November 1982 zurückgewinnen und bis Mitte Juli 1997 halten. Bei den Wahlen 1997 verlor er dann den Sitz ganz knapp; er wurde dann jedoch über die Arbeitsliste in den Seanad Éireann 1997 gewählt und 2002 wiedergewählt.
Liam Fitzgerald wurde 1991 als potenzieller „Königsmörder“ des damaligen Taoiseach Charles Haughey bekannt, als er mit Noel Dempsey, M. J. Nolan und Seán Power („Gang of Four“) ein Misstrauensvotum gegen den Parteivorsitzenden und Taoiseach vorschlug. Haughey trat zurück und löste die Neuwahlen 1992 aus.